# Stergusa aurichalcea
Stergusa aurichalcea là một loài nhện trong họ Salticidae.
Loài này thuộc chi Stergusa. Stergusa aurichalcea được Eugène Simon miêu tả năm 1902.